# Dimako
Dimako est une commune du Cameroun située dans la région de l'Est et le département du Haut-Nyong. Les peuples autochtones sont les bakoums, les pols et les bakas. Toutefois l'arrondissement de Dimako est l'expression de l'Afrique en miniature comprenant une kyrielle de tribus camerounaises et des communautés étrangères.

## Population
Lors du recensement de 2005, la commune comptait 12 894 habitants, dont 6 112 pour Dimako Ville.

## Structure administrative de la commune
Outre Dimako proprement dit, la commune comprend les localités suivantes :
- Akano
- Baktala
- Bongossi
- Djandja
- Grand Pol
- Kandala
- Kouen
- Longtimbi
- Loussou
- Mayos
- Ngolambele
- Ngombol
- Nguinda
- Nkolbikon
- Nkolmeyanga
- Petit Ngolambele
- Petit Pol
- Simeyong
- Tahatte
- Tonkoumbe
- Toungrelo

## Personnalités nées à Dimako
- Chantal Biya (1970-) — Première dame du Cameroun.
- Oswald Baboke (1972-) — Haut fonctionnaire camerounais.